# Hydrophoria longissima
Hydrophoria longissima är en tvåvingeart som beskrevs av Fan och Zhong 1984. Hydrophoria longissima ingår i släktet Hydrophoria och familjen blomsterflugor. Inga underarter finns listade i Catalogue of Life.